# Otoclinius gracilipes
Otoclinius gracilipes är en skalbaggsart som beskrevs av Brenske 1896. Otoclinius gracilipes ingår i släktet Otoclinius och familjen Melolonthidae. Inga underarter finns listade i Catalogue of Life.